# ザ・シック、ザ・ダイイング...アンド・ザ・デッド!
『ザ・シック、ザ・ダイイング...アンド・ザ・デッド!』（原題: The Sick, The Dying... And The Dead!）はアメリカのスラッシュメタルバンド、メガデスが2022年に発表した16作目のスタジオ・アルバムである。

## 概要
レコーディングは2019年に開始されたが、コロナウイルスのパンデミック、デイヴ・ムステインの闘病、デイヴィッド・エレフソンのスキャンダルおよび解雇など様々な出来事があり、完成までに2年以上かかった。
2021年にデイヴィッド・エレフソンが解雇されたため、急遽テスタメントのスティーヴ・ディジョルジオがレコーディングに参加。ベースパートを録り直した。キコ・ルーレイロにとっては2作目、ダーク・ヴェルビューレンにとっては初めてのレコーディングだった。2人の作曲面での貢献も大きく、ルーレイロは8曲、ヴェルビューレンも2曲でクレジットされている。メンバー全員がクレジットされていた「ユースアネイジア」を除けば、ムステイン以外のメンバーが最も多くクレジットされているアルバムである。
レコーディングが開始してから、デイヴ・ムステインの咽頭がんが発覚。がんとの闘病生活を続けながらのレコーディングとなった。
ベースの後任として、デイヴィッド・エレフソン復帰前にベースを担当していた、ジェイムズ・ロメンゾがサポートメンバーとして2021年のツアーに参加、翌2022年に正式メンバーとして復帰した。
2023年2月に武道館を含む東阪3公演が実現。武道館公演ではかつての盟友マーティ・フリードマンが3曲（Countdown to Extinction, Tornado of Souls, Symphony of Destruction）で共演し、24年ぶりのステージでの再開を果たした。

## 反響
全米チャートでは過去2番目に高い初登場3位を記録（過去最高記録は「破滅へのカウントダウン」で全米2位）。イギリスでも過去最高となる初登場3位を記録した。日本ではオリコンチャート初登場10位を記録。「ユナイテッド・アボミネイションズ」以来となるトップ10圏内にランクインした。

## 収録曲
作詞はすべてデイヴ・ムステインだが、「ドッグス・オブ・チョルノービリ」は、ムステインとアンソニー・J・クメラックの共作となっている。
| #         | タイトル                                                                                     | 作詞      | 作曲                                           | 時間 |
| --------- | -------------------------------------------------------------------------------------------- | --------- | ---------------------------------------------- | ---- |
| 1.        | 「ザ・シック、ザ・ダイイング... アンド・ザ・デッド! - The Sick, the Dying... and the Dead!」 |           | デイヴ・ムステイン                             | 5:04 |
| 2.        | 「ライフ・イン・ヘル - Life in Hell」                                                        |           | ムステイン、ダーク・ヴェルビューレン           | 4:12 |
| 3.        | 「ナイト・ストーカーズ - Night Stalkers」(featuring アイス-T)                                |           | ムステイン、キコ・ルーレイロ、ヴェルビューレン | 6:38 |
| 4.        | 「ドッグス・オブ・チョルノービリ - Dogs of Chernobyl」                                       |           | ムステイン、ルーレイロ                         | 6:14 |
| 5.        | 「サクリファイス - Sacrifice」                                                               |           | ムステイン、ルーレイロ                         | 4:08 |
| 6.        | 「ジャンキー - Junkie」                                                                      |           | ムステイン                                     | 3:39 |
| 7.        | 「サイコパシー - Psychopathy」                                                               |           | ムステイン、ルーレイロ                         | 1:20 |
| 8.        | 「キリング・タイム - Killing Time」                                                          |           | ムステイン、ルーレイロ                         | 5:13 |
| 9.        | 「ソルジャー・オン! - Soldier On!」                                                          |           | ムステイン                                     | 4:54 |
| 10.       | 「セレブタント - Célebutante」                                                               |           | ムステイン、ルーレイロ                         | 3:51 |
| 11.       | 「ミッション・トゥ・マーズ - Mission to Mars」                                               |           | ムステイン、ルーレイロ                         | 5:24 |
| 12.       | 「ウィル・ビー・バック - We'll Be Back」                                                     |           | ムステイン、ルーレイロ                         | 4:29 |
| 合計時間: | 合計時間:                                                                                    | 合計時間: | 55:10                                          |      |

## 参加ミュージシャン
- デイヴ・ムステイン - ボーカル、ギター
- キコ・ルーレイロ - ギター、「ナイト・ストーカーズ」のフルート
- ダーク・ヴェルビューレン - ドラム

ゲスト・ミュージシャン
- スティーヴ・ディジョルジオ - ベース
- アイス-T -「ナイト・ストーカーズ」のゲストボーカル